# 1546.
◄ | 15. stoljeće | 16. stoljeće | 17. stoljeće | ►
◄ | 1510-ih | 1520-ih | 1530-ih | 1540-ih | 1550-ih | 1560-ih | 1570-ih | ►
◄◄ | ◄ | 1543. | 1544. | 1545. | 1546. | 1547. | 1548. | 1549. | ► | ►►
Arhitektura • Astronomija • Glazba • Kazalište • Kiparstvo • Knjige • Književnost • Kršćanstvo • Medicina • Politika • Pravo • Promet • Slikarstvo • Znanost

## Rođenja
- 4. srpnja – Murat III., turski sultan († 1595.)
- 14. prosinca – Tycho Brahe, danski astronom († 1601.)

## Smrti
- 18. veljače – Martin Luther, njemački reformator (* 1483.)

## Vanjske poveznice
|  | Zajednički poslužitelj ima još gradiva o temi 1546. |